# Ouo
Pour le département, voir Ouo (département).
Ouo est une commune rurale située dans le département de Ouo, dont elle est le chef-lieu, de la province de Comoé dans la région des Cascades au Burkina Faso.

## Géographie
La commune est traversée par la route nationale 11.

## Éducation et santé
La commune accueille un centre de santé et de promotion sociale (CSPS).